# 전 윤효전 초상
전 윤효전 초상(傳 尹孝全 肖像)은 대구광역시 중구에 있는 초상화이다. 2006년 12월 29일 대한민국의 보물 제1502호로 지정되었다.

## 개요
윤효전(1563년-1619년)은 본관이 남원(南原), 자가 영초(永初), 호가 기천(沂川)으로 1605년 문과에 급제하고 1612년 익사공신(翼社功臣) 1등에 녹훈되었으나 인조반정(1623년)으로 삭훈되었다.
<전 윤효전 초상>은 바닥에 화려한 채전(彩氈)을 깐 뒤, 단령과 사모를 착용하고 교의(交椅)에 반우향(半右向)으로 앉아서 공수하고 있는 17세기 전반의 전형적인 공신도상 형식을 보여준다. 그런데 공작흉배에다 서대(犀帶)를 착용하고 있어 익사공신 책록시의 윤효전 품계와 부합되지 않는다. 따라서 1629년 아들 윤휴의 상소로 복관된 뒤 영의정에 추증되었을 때 이를 기념하기 위한 도상으로 추정된다. 전체적인 도상이나 화풍, 미감 등이 현재 충북 괴산의 종가에 전하는 보물 제566호 서경(西坰) 유근(柳根, 1549년-1627년) 71세상으로 알려진 초상화와 매우 흡사한 면모를 보여준다.

## 같이 보기
- 윤효전

## 참고 자료
- 전 윤효전 초상 - 국가유산청 국가유산포털